# チェスターフィールド伯爵
チェスターフィールド伯爵（チェスターフィールドはくしゃく、英: Earl of Chesterfield）は、かつて存在したイギリスの伯爵位。イングランド貴族爵位。1628年に創設され、1967年に廃絶した。

## 歴史

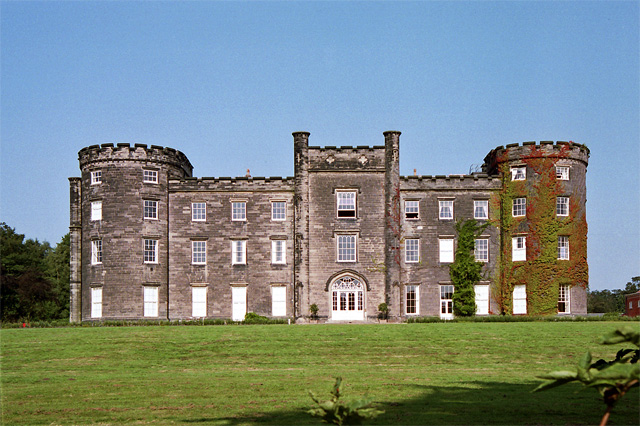
伯爵家の旧邸宅ブレットビー・ホール

スタンホープ家の祖であるジョン・スタンホープ(1559-1611) の長男、フィリップ・スタンホープ(1584–1656) は1616年11月7日にノッティンガムシャー州シェルフォードのスタンホープ男爵 (Baron Stanhope of Shelford in the County of Nottinghamshire) に叙され、次いで1628年8月4日にチェスターフィールド伯爵に叙爵された。
初代伯爵はイングランド内戦では国王チャールズ1世を支持し、1643年に議会派に捕らえられ、捕虜のまま亡くなった。息子ヘンリー(?-1634) に先立たれていたため、爵位は孫のフィリップ(1634–1714) が継承した。
2代伯フィリップはチャールズ2世の王妃キャサリン・オブ・ブラガンザの侍従長を務めた。また彼はバーバラ・パーマーが王の寵姫となる以前の愛人であったことで知られている。跡は息子フィリップ (1672–1726) が継承した。
3代伯の跡を継いだ息子の4代伯フィリップ (1694–1773) はアイルランド総督、北部担当国務大臣などを歴任した政治家であり、また死後に出版された『チェスターフィールド伯爵の息子に与える書簡』(Letters to His Son on the Art of Becoming a Man of the World and a Gentleman) により著述家としても知られている。
4代伯には嫡出の男子がなく、三従兄弟にあたるフィリップ(1755–1815) が爵位を継いだ。5代伯は駐スペイン大使を務め、小ピット政権下で造幣局長官、郵政長官、主馬頭を歴任した。
6代伯ジョージ (1805–1866) はトーリー党所属の政治家で、第一次ピール政権下の1834年から1835年までバックハウンド管理長官を務めた。
7代伯ジョージ (1805–1866) は保守党に所属し、南ノッティンガムシャー選出の庶民院議員を務めた。
7代伯は生涯未婚を通したため、爵位は三従兄弟のジョージ(1822–1883) が継承した。8代伯は軍人で、第29 (ウスターシャー) 歩兵連隊に所属し、中尉まで昇進した。
1883年に8代伯が亡くなると、爵位は四従兄弟にあたる第3代（スタンウェルの）準男爵（後述）ヘンリー・スキューダモア＝スタンホープ(1821–1887) が継承した。
その息子の10代伯エドウィン(1854–1933) は自由党所属の政治家で、1894年から1895年まで国王親衛隊隊長を務めた。
10代伯の死後、爵位は弟ヘンリー(1855–1935) が継承した。11代伯は襲爵前は海軍軍人としてマフディー戦争に参加し、大佐まで昇進した。
11代伯は未婚のまま死去したため、爵位は甥のエドワード(1889–1952) が継承した。
1952年に12代伯が男子の無いまま亡くなると、（スタンウェルの）準男爵位は廃絶したが、チェスターフィールド伯爵と（シェルフォードの）スタンホープ男爵位は初代伯まで遡った遠縁の第7代スタンホープ伯爵ジェームズ・スタンホープ(1880–1967) が継承し、第13代チェスターフィールド伯爵・第13代スタンホープ男爵となった。13代伯はチェスターフィールド伯爵としての召喚状を貴族院に請求せず、公的にはスタンホープ伯爵だけを名乗り続けた。
1967年に13代伯が亡くなると、チェスターフィールド伯爵、スタンホープ伯爵、（シェルフォードの）スタンホープ男爵位は廃絶となり、スタンホープ伯爵の従属爵位である（マホンの）スタンホープ子爵と（エルヴァストンの）スタンホープ男爵位は特別継承者 (special remainder) 規定により同族の第11代ハリントン伯爵ウィリアム・スタンホープに継承された。

## 邸宅
チェスターフィールド伯爵家の邸宅はダービー州ブレットビーに所在するブレットビー・ホールであった。

## 歴代当主

### （シェルフォードの）スタンホープ男爵 (1616年)
- 初代スタンホープ男爵フィリップ・スタンホープ（英語版）(1584–1656)：1628年チェスターフィールド伯爵を叙爵される

### チェスターフィールド伯爵 (1628年)
- 初代チェスターフィールド伯爵フィリップ・スタンホープ（英語版）(1584–1656)
- 第2代チェスターフィールド伯爵フィリップ・スタンホープ（英語版）(1634–1714)
- 第3代チェスターフィールド伯爵フィリップ・スタンホープ (1672–1726)
- 第4代チェスターフィールド伯爵フィリップ・ドーマー・スタンホープ (1694–1773)
- 第5代チェスターフィールド伯爵フィリップ・スタンホープ（英語版）(1755–1815)
- 第6代チェスターフィールド伯爵ジョージ・スタンホープ (1805–1866)
- 第7代チェスターフィールド伯爵ジョージ・フィリップ・セシル・アーサー・スタンホープ (1805–1866)
- 第8代チェスターフィールド伯爵ジョージ・フィリップ・スタンホープ（英語版）(1822–1883)
- 第9代チェスターフィールド伯爵ヘンリー・エドウィン・シャンドス・スキューダモア＝スタンホープ（英語版）(1821–1887)
- 第10代チェスターフィールド伯爵エドウィン・フランシス・スキューダモア＝スタンホープ（英語版）(1854–1933)
- 第11代チェスターフィールド伯爵ヘンリー・アソル・スキューダモア＝スタンホープ（英語版）(1855–1935)
- 第12代チェスターフィールド伯爵エドワード・ヘンリー・スキューダモア＝スタンホープ（英語版）(1889–1952)
  - 1952年、（スタンウェルの）準男爵位廃絶
- 第13代チェスターフィールド伯爵 / 第7代スタンホープ伯爵ジェームズ・リチャード・スタンホープ（英語版）(1880–1967)

### チェスターフィールド女伯爵 (1660年)
初代伯爵の息子で2代伯爵の父にあたるスタンホープ卿ヘンリー・スタンホープの妻キャサリン(1609–1667) はヘンリーの死後、オランダに渡ってオラニエ公妃メアリーやチャールズ2世に長年にわたって仕えた功績から1660年の王政復古に際し、1660年5月29日に彼女一代に限るチェスターフィールド女伯爵 (Countess of Chesterfield) の称号を与えられた。

### （スタンウェルの）準男爵 (1807年)
初代伯爵の十一男アーサー・スタンホープの孫ヘンリー・エドウィン・スタンホープはアメリカ独立戦争に参加し最後は青色艦隊提督まで昇った海軍軍人で、1807年に初代（ミドルセックス州スタンウェルの）準男爵に叙された。息子の第2代準男爵エドウィンは、1827年に勅許を得て姓を「スキューダモア＝スタンホープ」と改めた。その息子で第3代準男爵ヘンリーは1883年に第9代チェスターフィールド伯爵を継承した。
- 初代準男爵ヘンリー・エドウィン・スタンホープ（英語版）(1754–1814)
- 第2代準男爵エドウィン・スキューダモア＝スタンホープ (1793–1874)
- 第3代準男爵ヘンリー・エドウィン・シャンドス・スキューダモア＝スタンホープ（英語版）(1821–1887) ：1883年、第9代チェスターフィールド伯爵を継承。